# Фрідельсгаузен
Фрідельсгаузен (нім. Friedelshausen) — громада в Німеччині, розташована в землі Тюрингія. Входить до складу району Шмалькальден-Майнінген. Складова частина об'єднання громад Вазунген-Амт-Занд.
Площа — 6,91 км2. Населення становить 295 ос. (станом на 31 грудня 2021).